# 須賀神社 (沼田市)
須賀神社（すがじんじゃ）は、群馬県沼田市中町にある神社。江戸時代には牛頭天王社と呼ばれており、旧社格は郷社。

## 概要
社伝によれば、文和年間（1352年 - 1356年）に沼田城主・沼田小次郎が城下の鎮守として現在の鍛冶町に住吉社と素戔嗚命を合祀したことにはじまるとされる。もっとも沼田城が築かれ城下町が作られたのは16世紀のことなので時代が合わない。
寛政10年（1798年）の『牛頭天王由緒記』によれば天正11年（1583年）に真田信幸が森下から古宮を勧請したのが天王社であるとされているが、実際には真田昌幸の時代である。また同書では慶長11年（1606年）に中町へ遷宮したとされているものの、信幸が沼田の町割りを行ったのは慶長17年（1612年）のため後者が正しいとみられる。他方で、森下から持ってきたのは社殿のみで、遷座を行ったのは沼須の市に祀られていた牛頭天王からである、との伝承もある。ただし由緒記が古い記録が火災で失われたとしているように、はっきりしたことは不明である。
明治元年（1868年）に須賀神社と改称し、明治6年（1873年）村社となった。
明治40年（1907年）12月6日に鍛冶町の子の権現を合祀した。
昭和3年（1928年）に郷社に昇格。
本殿は一間社流造銅瓦葺、千鳥破風軒唐破風付で、嘉永7年（1854年）の棟札より同年の建築とみられる。拝殿は正面3間側面3間入母屋造銅板葺、向拝唐破風付で、明治33年（1900年）の図面よりその頃の建築とみられる。

## 沼田祇園祭（沼田まつり）
現在の沼田まつりは、本来は須賀神社（牛頭天王社）の祇園祭りとして行われていたものであり、現在でも「おぎょん」と呼ばれるのはそのためである。大間々、世良田とともに群馬県の三大祇園祭りとされる。
牛頭天王社が鍛冶町にあった時代、6月に笹葉祭りを行ったとされるが、具体的なことは不明。中町へ移転した後は、6月23日・24日・25日に競馬・踊り・獅子舞などを催したことが確認できる。また真田・本多・黒田・土岐の各沼田藩主も祭典に協力し、灯明代の寄付や米の下賜を行ったほか、神輿の沼田城本丸への参入も許している。現在の祭りでは「まんどう」「まんど」と呼ばれる山車を曳行するが、江戸時代や明治初期の記録に見られず、いつ導入されたかはっきりしない。祇園祭は本来須賀神社の祭典であり榛名神社には別に祭典があったが、明治14年（1881年）に初めて8月25日から27日にかけて合同で祭りを行い、現在のような沼田全体の祭りとなる基礎ができた。明治38年（1905年）から8月3日・4日・5日に行うようになり、昭和46年（1971年）に現在の「沼田まつり」という名になった。
沼田祇園囃子は、沼田市指定重要無形民俗文化財に指定されている。

## 文化財
群馬県指定天然記念物
- 須賀神社の大ケヤキ（昭和29年3月30日指定） - 目通り周7.93メートル、樹高25.00メートル[9]。樹齢400年以上と推定されている[2]。

## 周辺
- 国道120号
- 大正ロマンエリア

- 金剛院 (沼田市)
- 妙光寺 (沼田市)